# Young (Arizona)
Young és una concentració de població designada pel cens dels Estats Units a l'estat d'Arizona. Segons el cens del 2000 tenia 561 habitants.

## Demografia
Segons el cens del 2000, Young tenia 561 habitants, 250 habitatges, i 171 famílies La densitat de població era de 5,2 habitants/km².
Dels 250 habitatges en un 19,6% hi vivien nens de menys de 18 anys, en un 60% hi vivien parelles casades, en un 4,4% dones solteres, i en un 31,6% no eren unitats familiars. En el 29,2% dels habitatges hi vivien persones soles el 10,8% de les quals corresponia a persones de 65 anys o més que vivien soles. El nombre mitjà de persones vivint en cada habitatge era de 2,24 i el nombre mitjà de persones que vivien en cada família era de 2,71.
Per edats la població es repartia de la següent manera: un 21,6% tenia menys de 18 anys, un 3% entre 18 i 24, un 20,7% entre 25 i 44, un 33,7% de 45 a 60 i un 21% 65 anys o més.
L'edat mediana era de 48 anys. Per cada 100 dones de 18 o més anys hi havia 108,5 homes.
La renda mediana per habitatge era de 22.578 $ i la renda mediana per família de 26.438 $. Els homes tenien una renda mediana de 32.500 $ mentre que les dones 25.313 $. La renda per capita de la població era de 12.177 $. Aproximadament el 16,8% de les famílies i el 20,5% de la població estaven per davall del llindar de pobresa.

## Poblacions properes
El següent diagrama mostra les poblacions més properes.